# Operculina turpethum
Espèce
Operculina turpethum est une espèce de plantes dicotylédones de la famille des Convolvulaceae, originaire de l'Asie tropicale.
C'est une plante herbacée, vivace, grimpante, aux tiges élancées, volubiles, et aux fleurs à corolle blanche en forme d'entonnoir. Le rhizome a des applications médicinales,  notamment en Inde où il est connu sous le nom de turpeth ou jalap indien, et participe depuis des siècles à la médecine ayurvédique. L'espèce est considérée comme menacée en Inde à cause de la surexploitation.

## Taxinomie

### Synonymes
Selon The Plant List (25 janvier 2020) :
- Argyreia alulata Miq.
- Convolvulus anceps L.
- Convolvulus turpethum L. (basionyme)
- Ipomoea anceps (L.) Roem. & Schult.
- Ipomoea turpethum (L.) R. Br.
- Merremia turpethum (L.) Rendle
- Operculina turpethum var. heterophylla Hallier f.
- Spiranthera turpethum (L.) Bojer

### Liste des variétés
Selon The Plant List (25 janvier 2020) :
- Operculina turpethum var. ventricosa (Bertero) Staples & D.F. Austin